# Aphanochilus
Aphanochilus  é um gênero botânico da família Lamiaceae.

## Espécies
| - Aphanochilus blandus - Aphanochilus communis - Aphanochilus eriostachyus - Aphanochilus flavus - Aphanochilus foetens - Aphanochilus fruticosus - Aphanochilus incisus | - Aphanochilus myosurus - Aphanochilus paniculatus - Aphanochilus penduliflorus - Aphanochilus pilosus - Aphanochilus polystachyus - Aphanochilus rugulosus - Aphanochilus stauntoni |